# Gunnar Källén
Gunnar Källén (* 13. Februar 1926 in Kristianstad; † 13. Oktober 1968 bei Hannover) war ein schwedischer theoretischer Physiker, der hauptsächlich über Quantenfeldtheorie und Elementarteilchenphysik arbeitete.

## Leben
Källén studierte an der Universität Lund mit der Promotion bei Torsten Gustafson 1950. 1951/52 war er bei Wolfgang Pauli in Zürich und danach bis 1957 an der Theorie-Abteilung des CERN, die damals in Kopenhagen war. 1957/58 war er an der Nordita, bevor er Professor in Lund wurde. Er wurde durch einige grundlegende Arbeiten zur Quantenelektrodynamik (QED) und Quantenfeldtheorie (QFT) Anfang der 1950er Jahre bekannt. Er zeigte, dass auch die Formulierung der QED mit renormierten Ladungen zu Inkonsistenzen führt (wie sie auch Pomerantschuk und Landau fanden). Mit Pauli zeigte er 1955 im exakt lösbaren Lee-Modell, dass es wegen solcher Divergenzen zu pathologischem Verhalten der Streumatrix (nicht-Unitärität) kommt, das auch nicht durch Einführung von Zuständen negativer Norm beseitigt werden kann (wie sie damals beispielsweise von Wolfgang Pauli erwogen worden sind).
Källéns Artikel über Quantenelektrodynamik im Handbuch der Physik, den ursprünglich Julian Schwinger schreiben sollte, lobte auch der in dieser Hinsicht eher als kritisch bekannte Wolfgang Pauli. Eine Spektraldarstellung (Integral mit prinzipiell beobachtbaren Daten) der Propagatoren der QFT wird Källén-Lehmann-Darstellung genannt.
Källén arbeitete auch in der axiomatischen Quantenfeldtheorie. 1958 schrieb er mit Arthur Wightman eine Arbeit über die Analytizitätseigenschaften der Vertexfunktion, die sie als Funktion von drei komplexen lorentzinvarianten Variablen betrachteten, und zeigten die Holomorphie in einem relativ großen Variablen-Bereich, den sie explizit charakterisierten. Seine Vorlieben lagen allerdings eher bei der experimentellen Basis, wie sein damals sehr bekanntes Lehrbuch Elementary Particle Physics von 1964 zeigte, das auch auf Deutsch übersetzt worden ist.
Källén starb am 13. Oktober 1968, als er sein eigenes Flugzeug von Lund nach Genf zum CERN steuerte, wo er schon seit den 1950er Jahren aktiv war. Das Flugzeug verunglückte beim Landeversuch nahe Hannover; seine Frau Gunnel (die aber wenige Jahre später starb) und die Frau eines Kollegen überlebten.
Wightman formulierte in seinem Nachruf: “I still remember the impact of the Helvetica Physica Acta paper of 1953. At that time I was trying to puzzle out the grammar of the language of quantum field theory, and here was Källén already writing poetry in the language!”

## Veröffentlichungen
- Mass and charge renormalization in QED without use of the interaction picture. In: Arkiv f. fysik, Band 2, 1950, S. 187.
- The definition of renormalization constants in Quantum Electrodynamics. In: Helvetica Physica Acta Band 25, 1952, S. 417.
- Charge renormalization and the identity of Ward. In: Helvetica physica acta Band 26, 1953, S. 755.
- On the magnitude of the renormalization constraints in QED. In: Math. Fys. Medd. Kongl. Dansk Vid. Selsk., Band 27, 1953, Nr. 12.
- Old and new ideas in field theory. In: Hagen, Guralnik, Mathur (Hrsg.): Proceedings of the 1967 International Conference on Particles and Fields. Interscience.
- Different approaches to field theory, especially Quantumelectrodynamics. In: 14. Solvay Conference 1967.
- Quantum Electrodynamics. In: S. Flügge (Hrsg.): Handbuch der Physik, Band 5. 1958. Nachdruck Springer 1972.